# Heilbronner Neckarcup 2025
L'Heilbronner Neckarcup 2025 è stato un torneo maschile di tennis professionistico. È stata l'11ª edizione del torneo, facente parte della categoria Challenger 100 nell'ambito dell'ATP Challenger Tour 2025, con un montepremi di 145 000 €. Si è giocato dal 2 all'8 giugno 2025 sui campi in terra rossa del Tennisclub Blau-Gelb e.V. di Bad Rappenau, in Germania.

## Partecipanti

### Teste di serie
| Nazionalità | Giocatore           | Ranking* | Testa di serie |
| ----------- | ------------------- | -------- | -------------- |
| Italia      | Luca Nardi          | 95       | 1              |
| Spagna      | Pablo Carreño Busta | 99       | 2              |
| Danimarca   | Elmer Møller        | 112      | 3              |
| Francia     | Valentin Royer      | 120      | 4              |
| Stati Uniti | Emilio Nava         | 137      | 5              |
| Italia      | Francesco Passaro   | 139      | 6              |
| India       | Sumit Nagal         | 170      | 7              |
| Italia      | Andrea Pellegrino   | 173      | 8              |

* Ranking al 26 maggio 2025.

### Altri partecipanti
I seguenti giocatori hanno ricevuto una wild card per il tabellone principale:
- Diego Dedura
- Justin Engel
- Tom Gentzsch

I seguenti giocatori sono passati dalle qualificazioni:
- Max Wiskandt
- Florian Broska
- Henri Squire
- Rei Sakamoto
- Aleksej Vatutin
- Marko Topo

Il seguente giocatore è entrato in tabellone come lucky loser:
- Francesco Maestrelli

## Punti e montepremi
| Torneo    | Torneo              | V      | F     | SF    | QF    | 2T    | 1T    | Q | Q2  | Q1  |
| Singolare | Punti               | 100    | 50    | 25    | 14    | 7     | 0     | 4 | 2   | 0   |
| Singolare | Premi in denaro (€) | 16 020 | 9 415 | 5 555 | 3 240 | 1 900 | 1 160 | – | 580 | 290 |
| Doppio    | Punti               | 100    | 50    | 25    | 14    | –     | 0     | – | –   | –   |
| Doppio    | Premi in denaro (€) | 6 845  | 4 050 | 2 400 | 1 420 | –     | 800   | – | –   | –   |

## Campioni

### Singolare
Ignacio Buse ha sconfitto in finale  Guy den Ouden con il punteggio di 7–5, 7–5.

### Doppio
Vasil Kirkov /  Bart Stevens hanno sconfitto in finale  Jakob Schnaitter /  Mark Wallner con il punteggio di 7–6(5), 4–6, [10–7].